# Orchestina sinensis
Espèce
Orchestina sinensis est une espèce d'araignées aranéomorphes de la famille des Oonopidae.

## Distribution
Cette espèce est endémique du Anhui en Chine,.

## Étymologie
Son nom d'espèce, composé de sin[a] et du suffixe latin -ensis, « qui vit dans, qui habite », lui a été donné en référence au lieu de sa découverte, la Chine.

## Publication originale
- Xu, 1987 : Two new species of the genus Orchestina from Anhui Province, China (Araneae: Oonopidae). Acta Zootaxonomica Sinica, vol. 12, no 3, p. 256-259.